# جزیره گنج (فیلم ۱۹۲۰)
جزیره گنج (انگلیسی: Treasure Island) فیلمی است که در سال ۱۹۲۰ منتشر شد. از بازیگران آن می‌توان به شرلی میسون، چارلز استانتون اوگل و لان چینی اشاره کرد.